# Casa de Évreux

Blasón de Luis de Évreux

La casa de Évreux fue una familia noble francesa, una rama menor de la dinastía de los Capetos, que floreció desde principios del siglo XIV a mediados del siglo XV. Esta rama gobernó el Reino de Navarra.

## Surgimiento de la dinastía de Évreux
A la muerte de Carlos I de Navarra y IV de Francia, le sucedió en el trono francés Felipe VI de Valois. Los dirigentes navarros, al percatarse del vacío de poder, se unieron para encontrar un rey que no estuviera vinculado a Francia.
Reunidos los estamentos que representaban al Reino, por unanimidad, eligieron el 13 de marzo de 1328 a Juana, hija de Luis el Obstinado, y a su esposo Felipe III, conde de Évreux, tratando así que la Corona navarra se desvinculase de la francesa, aunque estos fueran franceses de nacimiento. Con todo, los nuevos monarcas decidieron mantener su residencia en la corte parisina y delegar la autoridad en gobernadores franceses.
En su reinado, consolidaron las cortes o Tres Estados, formados por el clero, la nobleza y la burguesía. Además protegieron a la burguesía urbana antes que a la pequeña nobleza e infanzones. Por otra parte, también mejoraron la administración, actualizaron los registros y lograron reunirse en una comisión representativa de Navarra para redactar un apéndice del fuero general, llamado amejoramiento de Felipe III. Los reyes mantuvieron buenas relaciones con las coronas de Francia y Castilla. Felipe III participó en una cruzada contra el rey musulmán de Granada, que condujo a la toma de Algeciras y halló la muerte en Jerez (1343). Su esposa reinó hasta 1349.

## Historia de la Casa de Évreux
La Casa fue fundada por Luis de Évreux, tercer hijo de Felipe III de Francia, por medio de su segunda esposa María de Brabante. Luis se casó con Margarita de Artois, unión de la que procedieron dos hijos, Carlos de Évreux, que mantendría la línea principal de la familia, y Felipe de Évreux, casado con Juana II de Navarra, convirtiéndose en Felipe III de Navarra, fundador de la rama navarra de Évreux.
La línea principal se extinguió en 1400, mientras que la rama de navarra continuó hasta 1425, que terminó en su línea masculina con la muerte de Carlos III de Navarra, cuyos hijos legítimos habían muerto antes que él, quedando sin descendencia. Navarra pasó luego a Blanca I, la heredera de Carlos III que murió en 1441, agotándose por completo la Casa de Évreux.
Hoy un barrio de la ciudad de Évreux se llama Navarre.

## Personajes sobresalientes
- Luis de Évreux (1276-1319)
- Juana de Évreux (1310-1371)
- Felipe III de Navarra (1328-1343)
- Carlos II de Navarra (1332-1387)
- Blanca de Évreux (1333-1398)
- Felipe de Évreux (1336-1363)
- Juana de Évreux (1339-1403)
- Luis de Navarra (1341-1376)
- Carlos III de Navarra (1361-1425)
- Blanca I de Navarra (1385-1441)
- Beatriz de Navarra (1392-1407)
- Carlos, príncipe de Viana (1421-1461)